# Moti Yogev

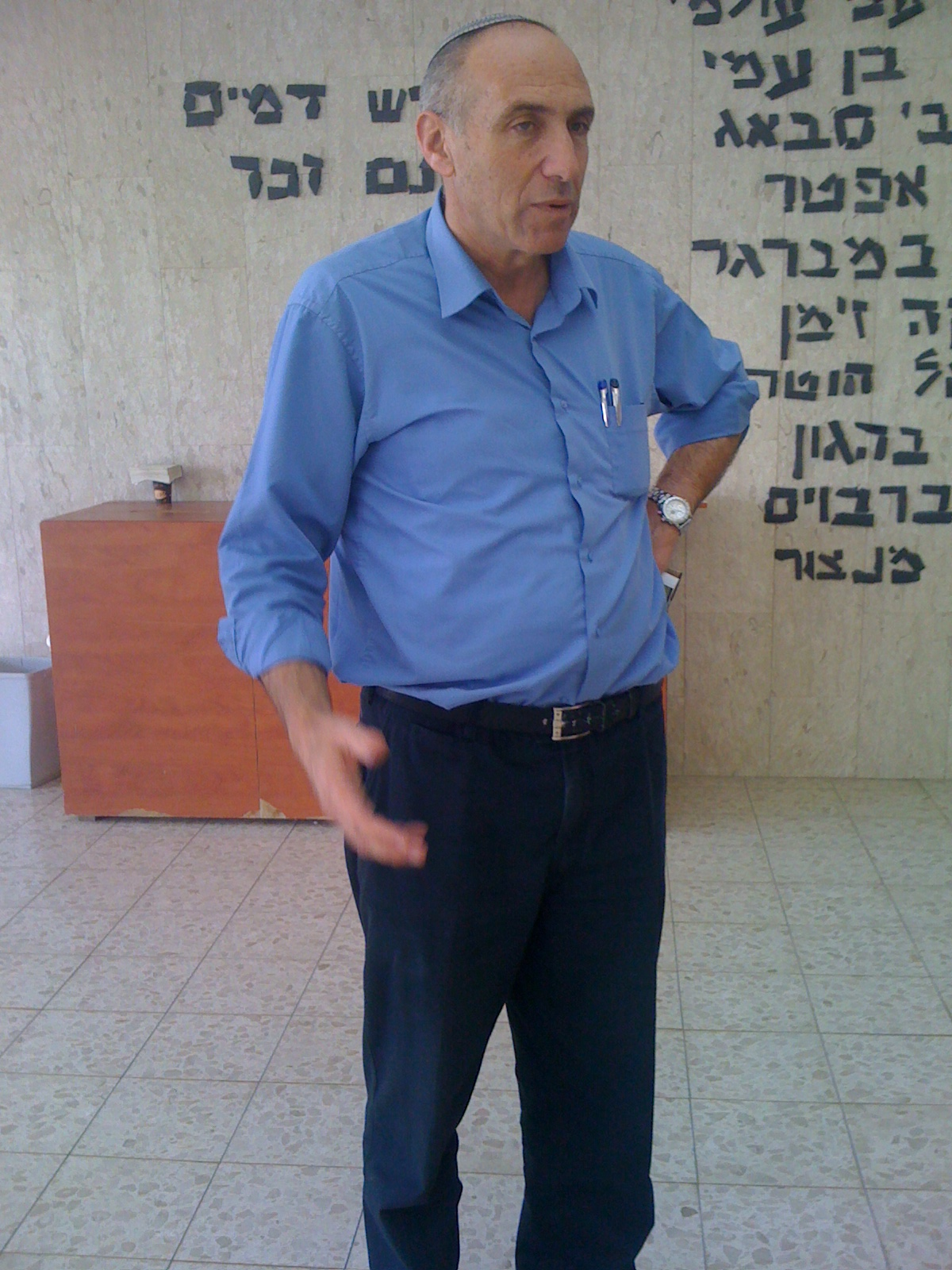
Moti Yogev

Moti Yogev (auch Mordhay Yogev, hebräisch מוטי יוגב; * 22. Februar 1956 in Haifa) ist ein israelischer Politiker der HaBajit haJehudi.

## Leben
Yogev studierte Politikwissenschaften an der Universität Haifa. Er war Mitglied der israelischen Maglan-Fallschirmjäger-Einheit. Ab 2013 war Yogev Abgeordneter in der Knesset. Bei den Wahlen zur 23. Knesset im März 2020 kandidierte er nicht und schied in der Folge aus dem Parlament aus. Er ist verheiratet, hat zehn Kinder und wohnt in Dolev.